# Lobo (Nederlandse zanger)
Imrich Laurence Lobo (Suriname, 2 juni 1955 – Tanzania, 19 januari 2025) was een Nederlands zanger.

## Biografie
Lobo werd geboren in Suriname. Hij volgde de lagere school in Paramaribo. Op tienjarige leeftijd emigreerde hij naar Nederland.
In 1981 had hij een nummer 1-hit in de Nationale Hitparade en de BRT Top 30 met The Caribbean Disco Show. Dit lied was een medley van oude hits van Harry Belafonte. In het Verenigd Koninkrijk bereikte de plaat de 8e plaats. Lobo liet zich meestal begeleiden door zangeressen en trad op onder de naam Lobo & the Pearls. Met deze groep behaalde hij ook enige successen in het buitenland. Eind 2006 bracht hij de single Lobo's Caribbean Christmas Show uit. De kerstversie van The Caribbean Disco Show had echter weinig succes. Als musicus was hij actief in de evenementenwereld.
John Lobo, oom van Imrich, was ook muzikaal actief, onder meer als lid van het duo John & Jerry.
Naast zijn muzikale loopbaan was Lobo werkzaam als docent natuurkunde op Lyceum Schravenlant en SG Spieringshoek, beide in Schiedam. Ook was hij werkzaam op Scholengemeenschap Westland-Zuid en het Groen van Prinsterer Lyceum in Vlaardingen.
In 2021 ging hij als leraar met pensioen. In de zomer van 2024 emigreerde hij samen met zijn echtgenote naar Tanzania. Lobo overleed aldaar in januari 2025 op 69-jarige leeftijd tijdens het sporten.

## Discografie

### Albums
- If I Say (1980)
- The Caribbean Disco Show (1981)
- Soca Calypso! (1982)

### Singles
- The Caribbean Disco Show (1981)
- Lobo's gospel show (1981)
- The Soca Calypso Party (1982)
- Acumbajeh \ Brown Skin Girl (1983)
- Caribbéan (1983)[6]
- Nights In Nairobi (1984)
- Does Anybody Care (1985)
- Nana Hey \ The Cotton Song (1986)
- Lobo's Caribbean Party (2003)
- Caribbean Christmas Show (2006)

- Library of Congress Control Number: no2018001763
- MusicBrainz: 180a801e-2a82-4039-b8ac-2df1d40bd9cc
- Virtual International Authority File: 28151594379305350816